# Ōta, Tokyo
Ōta (大田区 (Đại Điền khu) Ōta-ku) là một trong 23 khu đặc biệt của Tokyo, Nhật Bản. Tính đến năm 2010, khu có dân số ước tính 683.357 và mật độ 11.490 người/km². Tổng diện tích 59.46 km², lớn nhất trong 23 khu.

## Địa lý
Là khu cực nam trong 23 khu đặc biệt. Ōta giáp khu Shinagawa, Meguro và Setagaya về phía bắc, và Kōtō ở phía đông. Ngang qua sông Tama trong Kanagawa là thành phố Kawasaki, tạo thành ranh giới về phía nam và phía tây.

## Lịch sử
Phường được thành lập vào ngày 15 tháng 3 năm 1947 hợp nhất các phường cũ mori và Kamata.
Sân bay Haneda, hiện là sân bay nội địa chính của Khu vực Greater Tokyo, được thành lập lần đầu tiên với tên gọi Sân bay Haneda vào năm 1931 tại thị trấn Haneda, quận Ebara của tỉnh Tokyo. Năm 1945, nó trở thành căn cứ không quân của quân đội Haneda dưới sự kiểm soát của quân đội Hoa Kỳ. Trong cùng năm đó, Nghề nghiệp đã ra lệnh mở rộng sân bay, đuổi mọi người ra khỏi môi trường xung quanh trong thông báo 48 giờ. Khi chấm dứt sự chiếm đóng, người Mỹ đã trả lại một phần cơ sở cho Nhật Bản kiểm soát vào năm 1952, hoàn thành việc trở lại vào năm 1958. Sân bay Haneda ở Ōta là sân bay quốc tế lớn cho Tokyo và xử lý giao thông cho Thế vận hội Tokyo 1964.